# Придорожное (Гурьевский городской округ)
Придорожное — посёлок в Гурьевском городском округе Калининградской области. До 2014 года входило в состав Храбровского сельского поселения.

## История
В 1946 году Киршаппен был переименован в поселок Придорожное.

## Население
| 2002 | 2010 |
| ---- | ---- |
| 54   | ↘51  |